# Dwerggrasvogel
De dwerggrasvogel (Poodytes gramineus synoniem: Megalurus gramineus) is een zangvogel uit de familie Locustellidae.

## Verspreiding en leefgebied
Deze soort komt voor in Australië en Nieuw-Guinea en telt vier ondersoorten:
- M. g. papuensis: westelijk Nieuw-Guinea.
- M. g. goulburni: oostelijk Australië.
- M. g. thomasi: zuidwestelijk Australië.
- M. g. gramineus: Tasmanië en de eilanden in de Straat Bass.

## Status
De grootte van de populatie is niet gekwantificeerd maar de soort wordt omschreven als plaatselijk algemeen. Op de Rode lijst van de IUCN heeft deze soort de status niet bedreigd.